# Улица Худайбердина (Стерлитамак)
Улица Худайбердина (башк. Хоҙайбирҙин урамы) — улица в городе Стерлитамаке. Центральная и самая длинная улица в городе, соединяющая Западный и Восточный районы. Проходит с юго-востока на северо-запад, от реки Ашкадар до улицы Артёма. В центре города к улице примыкают два центральных проспекта — Ленина и Октября. Длина — 5,11 км.

## История
Улица основана в XIX веке как Мечетная. В XX веке была продолжена в новые строящиеся районы города.
Ныне носит имя Шагита Ахметовича Худайбердина (1886—1924) — революционного и государственного деятеля, являвшегося в годы Гражданской войны и до своей смерти руководителем реввоенсовета Стерлитамакского укрепрайона.

## Инфраструктура
На улице находятся:
- городской автовокзал;
- Русский драматический театр — дом 18;
- городской дом быта — дом 58;
- городской военкомат — дом 118;
- торговый центр «Фабри» — дом 120;
- магазин компьютерной техники «КламаС» — дом 122а;
- здание «Банка платёжные системы» — дом 46;
- межрайбаза — дом 85;
- филиал «Газпромбанка» — дом 87;
- общежитие фабрики «Одежда» — дом 89;
- кафе «Карлугас» — дом 99;
- Дом радио — дом 105.

## Транспорт
Практически на всём своём протяжении улица имеет 4 полосы для движения транспорта (по 2 в каждую сторону).
По улице проходят маршруты автобуса, троллейбуса и маршрутного такси. Имеется один капитальный мост через реку Стерля. Над улицей проходит железнодорожный мост, являющийся символической границей между «Старым городом» и центром (Восточный и Западный районы). В новой части (построенной в XX веке) красная линия улицы значительно отодвинута от её проезжей части, образуя широкие бульвары с зелёными насаждениями.
Является своеобразной городской транспортной артерией, по сути, единственной, которая соединяет районы города в его центральной части. В часы пик на улице нередки автомобильные пробки.